# Benemerenza della pubblica istruzione
La Benemerenza della pubblica istruzione fu istituita dal governo italiano sin dal 1866 per premiare chi aveva contribuito in maniera significativa alla «diffusione ed elevazione della cultura e dell'educazione» nazionale.
Istituita la prima volta con semplice circolare del Ministero dell'Istruzione fu successivamente confermata da vari provvedimenti legislativi che si sono succeduti nel tempo, ed è ancora in essere, immutata nelle caratteristiche fondamentali.

## Benemerenza della pubblica istruzione (1919)
La Medaglia ai benemeriti della pubblica istruzione, istituita con il regio decreto n. 1795 del 1919, era destinata «a chi si [fosse] reso benemerito della diffusione ed elevazione della cultura, della pubblica istruzione e dell'educazione nel Regno.»
Il riconoscimento consisteva in un diploma di benemerenza di prima, seconda o terza classe che autorizzava il premiato a fregiarsi, rispettivamente della medaglia d'oro, argento o bronzo.
Il conferimento avveniva con regio decreto, su proposta del Ministro segretario di Stato della 
pubblica istruzione, sentita la Giunta del Consiglio superiore della pubblica istruzione.
Con il regio decreto n. 209 del 1936 il riconoscimento è stato abolito e sostituito con la Medaglia ai benemeriti della educazione nazionale.

### Insegne
Medaglia d'oro, d'argento o di bronzo, del diametro di tre centimetri e mezzo, avente:
sul rectol'effigie del re Vittorio Emanuele III;
sul versouna corona di quercia con la leggenda «Ai benemeriti della pubblica istruzione».
Le medaglie andavano portate dalla parte sinistra del petto, appese ad un nastro di seta dai colori nazionali.

## Benemerenza della educazione nazionale (1936)
La Medaglia ai benemeriti della educazione nazionale è stata istituita con il regio decreto 27 gennaio 1936, n. 209 ed era destinata «alle persone e agli Enti che si siano resi benemeriti della diffusione ed elevazione della cultura e dell'educazione nazionale con segnalati servigi o con cospicue prestazioni ed elargizioni.»
Il riconoscimento consisteva in un diploma di benemerenza di prima, seconda o terza classe che autorizzava il premiato a fregiarsi, rispettivamente della medaglia d'oro, argento o bronzo.
Il conferimento avveniva con regio decreto, su proposta del Ministro Segretario di Stato per l'educazione nazionale.
Con la legge n. 975 del 1939 il riconoscimento è stato abolito e sostituito da una nuova benemerenza omonima.
Con la stessa legge furono istituite anche la Benemerenza delle arti e la Stella al merito della scuola.

### Insegne
Medaglia d'oro, d'argento o di bronzo, del diametro di trentadue millimetri, avente:
sul rectol'effigie del re Vittorio Emanuele III;
sul versoil Fascio Littorio posto in palo e circondato da una corona di quercia e dalla leggenda «Ai benemeriti dell'educazione nazionale».
Le medaglie andavano portate dalla parte sinistra del petto, appese ad un nastro di seta dai colori nazionali della larghezza di trentadue millimetri, bordato ai lati da una banda nera larga quattro millimetri

## Benemerenza della educazione nazionale (1939)
La nuova Medaglia ai benemeriti della educazione nazionale è stata istituita con la legge n. 975 del 1939, modificata con la legge n. 844 del 1940, ed era destinata «alle persone e agli enti che, con opere di riconosciuto valore, con segnalati servigi e con cospicue elargizioni, abbiano acquistato titoli di particolare benemerenza...nella diffusione ed elevazione della cultura e dell'educazione nazionale;».
Il riconoscimento consisteva in un diploma di benemerenza di prima, seconda o terza classe che autorizzava il premiato a fregiarsi, rispettivamente della medaglia d'oro, argento o bronzo.
Con la stessa legge furono istituite anche la Benemerenza delle arti e la Stella al merito della scuola.
Con la legge n. 1093 del 1950 il riconoscimento è stato abolito e sostituito dalla Medaglia ai benemeriti della scuola, della cultura e dell'arte.

### Conferimento
Il conferimento avveniva con regio decreto, su proposta del Ministro per l'educazione nazionale.
L'esame dei titoli delle persone proposte per il conferimento e la scelta di quelle ritenute meritevoli era effettuata da una Commissione, nominata e presieduta dal Ministro per l'educazione nazionale e così costituita: 
- il Sottosegretario di Stato per l'educazione nazionale che, in caso di assenza o di impedimento del Ministro, la presiede[4];
- i direttori generali del Ministero;
- un rappresentante del Partito Nazionale Fascista;
- un rappresentante della Reale Accademia d'Italia;
- il vicepresidente del Consiglio nazionale dell'educazione, delle scienze e delle arti;
- i fiduciari nazionali delle sezioni dell'Associazione fascista della scuola;
- un rappresentante dell'Ente nazionale per l'insegnamento medio;
- un rappresentante del Sindacato nazionale fascista insegnanti privati;
- due membri scelti tra gli insigniti del diploma di benemerenza di prima classe dell'educazione nazionale e dell'istruzione popolare;
- aggiunti successivamente, due membri scelti tra gli insigniti del diploma di prima classe di Benemerenza delle arti e i decorati della Stella d'oro al merito della scuola.

Il regolamento per il conferimento delle benemerenze fu approvato con Regio decreto del 1940

### Insegne
Medaglia d'oro, d'argento o di bronzo, del diametro di trentadue millimetri, avente:
sul rectol'effigie del re Vittorio Emanuele III;
sul versoil Fascio Littorio posto in palo e circondato da una corona di quercia e dalla leggenda «Ai benemeriti dell'educazione nazionale».
Le medaglie andavano portate dalla parte sinistra del petto, appese ad un nastro di seta dai colori nazionali della larghezza di trentadue millimetri, bordato ai lati da una banda nera larga quattro millimetri
Con l'articolo 10 della legge istitutiva l'oro della relativa medaglia è stato sostituito con altro metallo dorato.